# ارهارت ۳۸۹۵
سیارک ۳۸۹۵ (به انگلیسی: 3895 Earhart، نامگذاری:1987DE) سه هزار و هشتصد و نود و پنجمین سیارک کشف شده‌است که در ۲۳ فوریه ۱۹۸۷ کشف شد.
قدر مطلق سیارک برابر ۱۲٫۷۰ است.